# Krîvka, Turka
Krîvka (în ucraineană Кривка) este localitatea de reședință a comunei Krîvka din raionul Turka, regiunea Liov, Ucraina.

## Demografie
Componența lingvistică a localității Krîvka
     Ucraineană (99,56%)
Conform recensământului din 2001, majoritatea populației localității Krîvka era vorbitoare de ucraineană (99,56%), existând în minoritate și vorbitori de alte limbi.